# Кантон (Пенсильвания)
Кантон (англ. Canton) ― боро в округе Брадфорд, штат Пенсильвания, США. По данным переписи 2010 года, численность населения составляла 1 976 человек.

## География
Кантон расположен в юго-западном округе Брэдфорд, в долине ручья Тованда. Он окружен поселком Кантон, но является отдельным муниципалитетом.
Пенсильванский маршрут 14 проходит через район, ведущий на север в 10 милях (16 км) к шоссе США 6, в Трое, и на юг в 25 милях (40 км) к шоссе США 15, в Траут-Ран. Пенсильванский маршрут 414 отправляется на восток от центра Кантона, пролегая в 21 миле (34 км) до шоссе США 220 в Монротоне, и следует по шоссе PA-14 на юго-запад за городом, затем пролегает в 17 милях (27 км) до шоссе США-15 в Либерти.
По данным Бюро переписи населения США, общая площадь Кантона составляет 1,2 квадратных мили (3,0 км2), из которых 0,004 квадратных мили (0,01 км2), или 0,45 %, приходится на воду.